# Takeda Tsuneyoshi
Hoàng thân Takeda Tsuneyoshi (竹田恒徳 (Trúc Điền Hằng Đức) 1909-1992) là hoàng thân trong Hoàng tộc Nhật Bản, con trai của Thân vương Takeda Tsunehisa, và là một sĩ quan của Lục quân Đế quốc Nhật Bản.

## Tiểu sử
Tên hiệu đầy đủ của ông là Takeda-no-miya Tsuneyoshi-ō (竹田宮恒徳王 Trúc Điền cung Hằng Đức vương), sinh ngày 4 tháng 3 năm 1909 tại Tokyo, Nhật Bản.
Trong tháng 7 năm 1930, ông tốt nghiệp khóa 32 Học viện Sĩ quan Lục quân Đế quốc Nhật Bản, với cấp bậc thiếu úy kỵ binh.
Hoàng tử phục vụ thời gian ngắn tại một trung đoàn kỵ binh ở Mãn Châu, và thăng lên cấp bậc trung úy trong tháng 8 năm 1930 và lên chức đại úy trong tháng 8 năm 1936.
Sau đó năm 1938, ông tốt nghiệp khóa 50 của trường Đại học Lục quân.
Trong tháng 8 năm 1940, ông được thăng cấp thiếu tá và tới tháng 8 năm 1943, lên chức Trung tá
Tác giả Sterling Seagrave cho rằng giữa năm 1940 và 1945, Takeda Tsuneyoshi đã giám sát việc cướp bóc của cải, vàng bạc và các báu vật ở Trung Quốc, Hồng Kông, Việt Nam, Lào, Campuchia, Miến Điện, Mã Lai, Singapore, Sumatra, Java, Borneo và Philippines. Seagrave nói rằng hầu hết các chiến lợi phẩm này đã được lưu trữ trong 175 hầm chứa nằm ở Philippines, và một lượng tài sản đáng kể đã được tìm thấy bởi cựu Tổng thống Philippines Ferdinand Marcos và những người khác.
Ông quan đời ngày 11 tháng 5 năm 1992.